# Сєверов Микола Павлович
Микола Павлович Сєверов (18 лютого (2 березня) 1887, Тифліс — 21 лютого 1957, Київ) — радянський архітектор, педагог, дослідник в галузі древньогрузинської архітектури, почесний член Академії будівництва і архітектури СРСР (з 1939 року), дійсний член Академії будівництва і архітектури УРСР (1948–1955 роки; 1952–1954 — віце-президент).

## Біографія
Народився 18 лютого (2 березня) 1887 року в Тифлісі в родині вчителя німецької мови реального училища. По закінченню Владикавказького реального училища в 1904 році переїхав до Санкт-Петербурга. Тут навчався один рік малюванню та акварелі в Центральному училищі Штиглиця, а в 1905 році витримав конкурсний екзамен до Інституту цивільних інженерів. Під час навчання з 1907 до 1910 року працював помічником в майстерні архітектора Є. Шреттера, а з 1910 року — співробітником академіка О. Дмитрова. Разом з ним брав участь в проектуванні будинку Управління Південних залізничних доріг, а в 1911–1912 роках здійснював у Харкові нагляд за будівництвом цієї, дуже важливої для того часу будівлі. Тоді ж зробив свій перший самостійний проект, здійснений в натурі вокзал Феодосії.
По закінченні інституту в 1915 році був мобілізований в діючу армію, звідки повернувся в Тбілісі лише після революції. Тут розгорнулась його діяльність як зодчого, вченого і педагога. В 1921–1932 роках — працював в Комітеті державних споруд; в 1932–1942 роках — начальник проектного відділу акціонерного товариства «Грузкурортбуд»; в 1942–1948 роках — завідувач відділом Інституту історії грузинського мистецтва Грузинської академії наук.
У 1935–1948 роках — голова Спілки архітекторів Грузинської РСР, з 1948 року у Києві. З 1948 року — академік-секретар Академії архітектури УРСР, з лютого 1952 року — віцепрезидент і член Президії Академії архітектури УРСР. Брав участь у повоєнній забудові та реконструкції міста. За його участю був спроектований та збудований перший в Україні крупнопанельний будинок заводського виробництва.
Член КПРС з 1954 року. Нагороджений орденом Трудового Червоного Прапора.

Могила Миколи Сєверова

Помер 21 лютого 1957 року. Похований в Києві на Лук'янівському цвинтарі (ділянка № 17, ряд 6, місце 1). Могила — стела з чорного граніту.

## Педагогічна діяльність
Педагогічну роботу розпочав у 1922 році на архітектурному факультеті Тбіліської академії мистецтв. Професор з 1922 року, в 1945–1948 роках — декан.
У 1948–1956 роках — професор Київського інженерно-будівельного та Київського художнього інститутів.

## Архітектурна діяльність
Сєверову належить розробка близько 60 проектів, з яких виконано більше 25, серед них санаторії і будинки відпочинку в Боржомі, Зеленому Мисі, Гаграх, Цхалтубо.

Автор проектів:

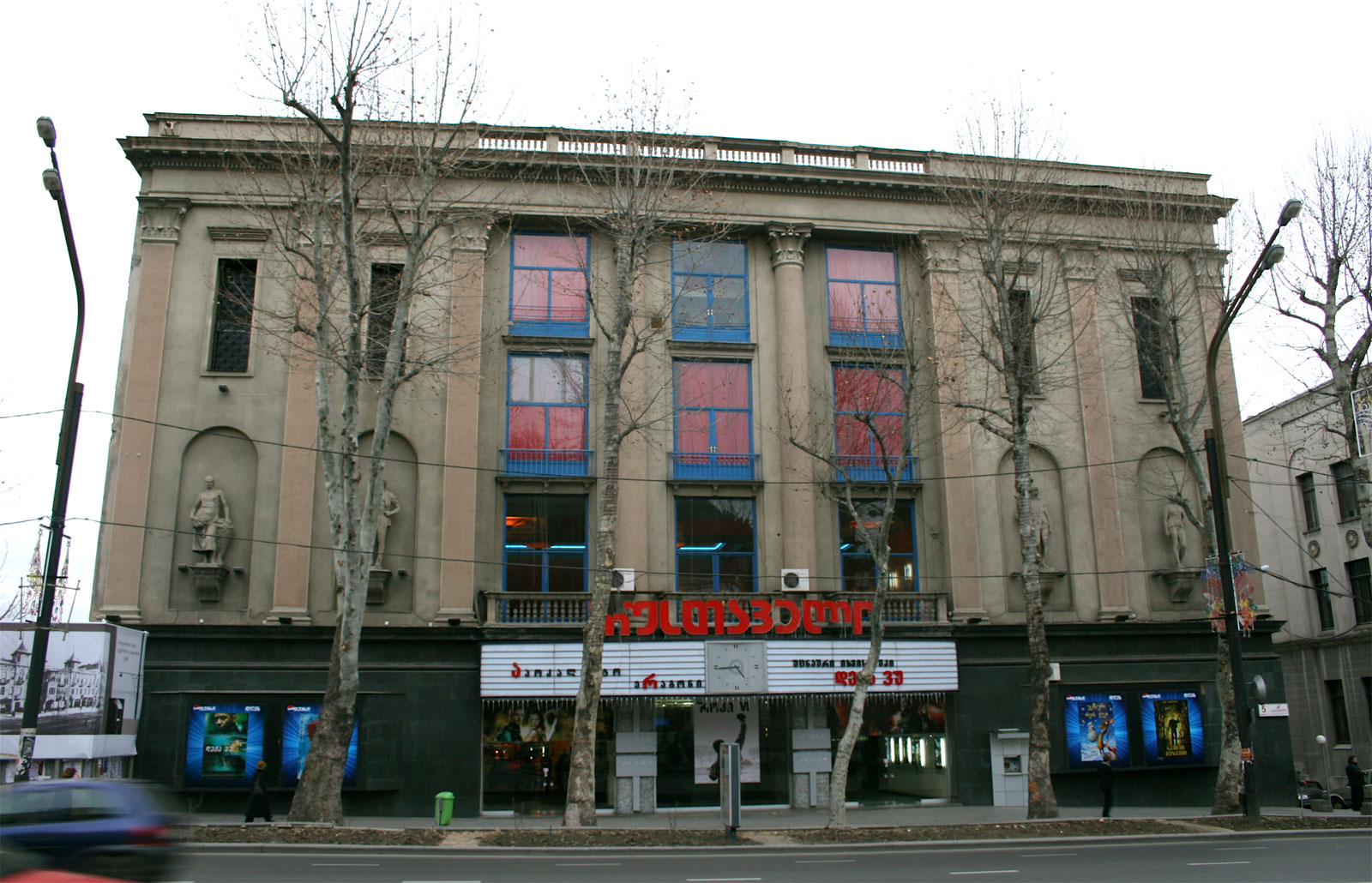
кінотеатр імені Руставелі

- реконструкції будівлі Музею Грузії імені С. Джанашія (Тбілісі, 1921);
- будинку Державного Банку (Тбілісі, 1928);
- будинку Закавказького уряду, потім там був ЦК Комуністичної партії Грузії (Тбілісі, 1929–1930);
- стоквартирного житлового будинку (Тбілісі);
- мосту імені Челюскінців (1935);
- кінотеатру імені Руставелі на 1 200 місць (Тбілісі, 1936–1938);
- будинку відпочинку в Бетані (1936);
- будинок відпочинку Ради Міністрів Грузинської РСР у Гаграх (1935).

В його будівлях вдало використовувалися мотиви національної архітектурної спадщини.
Велике значення для дослідження грузинської архітектури мали обміри і дослідження архітектурних пам'ятників, які проводилися Сєверовим протягом багатьох років. Зібраний ним матеріал дозволив зробити важливі історичні узагальнення в роботах:
- Г. Н. Чубинашвили, Н. П. Северов. Пути грузинской архитектуры: Доклад, прочитанный на Первом съезде архитекторов Грузии. Тбилиси, 1936.
- Н. П. Северов, Г. Н. Чубинашвили. Мцхета (Сокровища зодчества народов СССР). Москва: Изд-во Акад. архит. СССР, 1946.
- Н. П. Северов, Г. Н. Чубинашвили. Памятники грузинской архитектуры. Вып. 1: Кумурдо и Никорцминда. Москва: Изд-во Акад. архит. СССР, 1947.
- Н. П. Северов. Памятники грузинского зодчества. Москва: Изд-во Акад. архит. СССР, 1947.
- Г. Н. Чубинашвили. Памятники типа Джвари: Исследование по истории грузинского искусства / Памятники обмерил с натуры и исполнил Н. П. Северов. Тбилиси, 1948.

Із обміряних Сєверовим пам'ятників найважливішими є:
- храм в Ніцкормінда;
- Шіо-Мгіме, Уріатубані, Урбнісі, Девелі-Гавазі, Джварі в Мцхета, Мартвілі, Санцеврісі, Цромі, Кумурдо, Нікорцмінда, Баргота в Кутаїсі;
- численні житлові будинуи в Тбілісі;
- селянські «дар базі» в Картлі;
- різні споруди в різних районах Грузії різних епох.